# خراج (ضريبة)

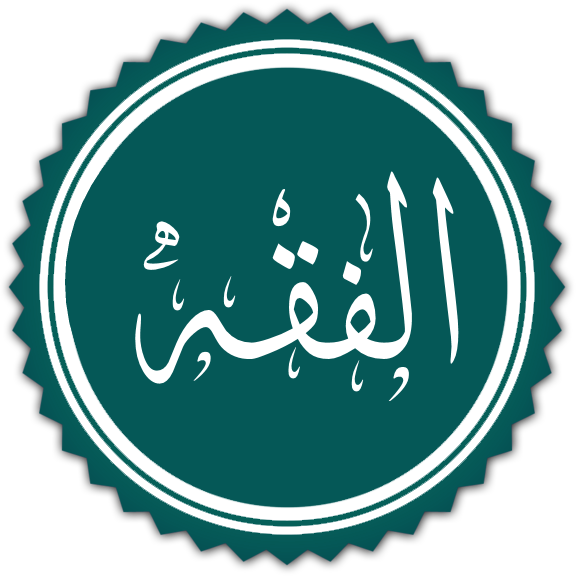

الخراج في الشريعة الإسلامية نوع من الضريبة. تدفع على الأرض وتدفع سنويا بمقدار معين من حاصلاتهم الزراعية أو من أموالهم، وهذا المقدار يسمى خراجاً.

## تعريف

### في اللغة
من خرج يخرج خروجاً بمعنى برز، والاسم الخراج. وأصله ما يخرج من الأرض ويطلق على الأجرة، ويطلق على الإتاوة أو الضريبة التي تؤخذ من أموال الناس على الغلة الحاصلة من الشيء، كغلة الدار أو الدابة. ومعناه أن من اشترى عيناً فاستغلها، ثم وجد بها عيباً، وتبين أن العيب كان موجوداً قبل البيع فله رد العين وأخذ ثمنها، ولا يرد للبائع الغلة التي استغلها من العين، لأنه كان ضامناً لها لو هلكت، فما أخذه منها من خراج هو في مقابل ما كان يلزمه من ضمانها.

### اصطلاحًا

#### المعنى العام
الأموال التي تتولى الدولة جبايتها وصرفها في مصارفها كالجزية وغيرها.

#### المعنى الخاص
الوظيفة الضريبة التي يفرضها إمام المسلمين على الأرض الخراجية النامية، وتسمى الأرض التي يفرض عليها الخراج أرضا خراجية، والأرض قسمان صلح وعنوة، الصلح: كل أرض فتحها المسلمون صلحاً، وصالحوا أهلها عليها لتكون لهم، ويؤدون خراجاً معلوماً كل سنة، فهذه الأرض ملك لأربابها، وهذا الخراج في حكم الجزية، فمتى أسلم أهل الأرض سقط الخراج عنهم، ولهم بيعها ورهنها وهبتها لأنها ملك لهم. العنوة: ما فتحه المسلمون عَنوة (أي بالسيف) ولم تقسم بين الغانمين، فهذه تصير للمسلمين، يضرب الإمام عليها خراجاً معلوماً يؤخذ في كل عام، وتقر في أيدي أربابها ما داموا يؤدون خراجها، سواء كانوا مسلمين أو من أهل الذمة، ولا يسقط خراجها بإسلام أربابها ولا بانتقالها إلى مسلم، وإذا أسلم أهلها أو انتقلت إلى مسلم يجتمع مع الخراج عشر ما تخرج زكاة عليها، ولا يمنع أحدهما وجوب الآخر.

## تاريخ
أول من وظف الخراج هو الخليفة عمر بن الخطاب عندما فُتحت العراق، حيث اجتهد مع الصحابة، ولم تقسم العراق بين الفاتحين وضرب عليها الخراج، ثم استمر فعل عمر والصحابة مع ما فتح في عصره كأرض الشام ومصر وغيرها، لم يقسم منها شيء وضرب عليها الخراج.

## الأحكام
الخراج واجب على كل من بيده أرض خراجية نامية سواء أكان مسلماً أم كافراً، صغيراً أم كبيراً، عاقلاً أم مجنوناً، رجلاً أم امرأةً، لأنّ الخراج مئونة الأرض النّامية، وهم في حصول النماء سواء. روى أبو داود عن سهل بن أبي حثمة قال: «قسم رسول اللّه صلى الله عليه وسلم خيبر نصفين، نصفا لنوائبه وحاجته، ونصفا بين المسلمين قسمها بينهم على ثمانية عشر سهما»، الحديث فيه تصريح بما وقع من النبي في شأن خيبر حيث وقف نصفها لمصلحة المسلمين، وكذلك الحكم بالنّسبة للأرض المفتوحة عنوة. نصاب الخراج شرعًا هو مقدار نصاب زكاة المال، أي عشرون ديناراً ذهبياً، أي مايعادل قيمة خمسة وثمانين جراماً.